# Леди Оскар
«Леди Оскар» (фр. Lady Oscar) — исторический художественный фильм, снятый по сюжету манги Риёко Икэды «Роза Версаля». В Японии вышел под названием «Роза Версаля» (яп. ベルサイユのばら Берусайю но бара). Сценаристом и режиссёром фильма выступил Жак Деми, музыку написал композитор Мишель Легран. Съемки фильма состоялись во Франции при помощи японских компаний Toho и Nippon Television Network.
Фильм не приобрёл широкой популярности.

## Сюжет
Оскар — молодая девушка (Катриона Макколл), отец которой мечтал о мальчике. После рождения дочери он начал одевать её в мужские костюмы и вырастил как сына. Оскар достигает больших успехов в военной карьере и попадает в королевскую гвардию Марии-Антуанетты (Кристин Бом). В юности Оскар полюбила Андре (Бэрри Стоукс), сына эконома в их с отцом доме. И теперь, годы спустя, когда начинается Великая французская революция, пути Оскар и Андре снова пересекаются: они сражаются по разные стороны баррикад.

## В ролях
- Кэтриона Макколл — Оскар
- Консуэло де Авиланд — партнёрша Оскара на балу
- Бэрри Стоукс — Андре Грандье
- Йонас Бергстром — Ханс Аксель фон Ферзен
- Кристина Бём — Мария-Антуанетта
- Теренс Бадд — Людовик XVI
- Анушка Хемпель — Жанна Валуа де ла Ламотт
- Констанс Чэпман — Няня